# Натан
Пророк Натан (хебр. נתן, грч. Ναθαν, око 1000. година п. н. е.) — Библијски пророк, који је живео у време царева Давида и Соломона. Један је од аутора Прве књиге о Царевима и Друге књиге о Царевима.
Он је прогласио Божију казну цару Давиду пошто је извршио прељубу са Витсавејом и наручио убиство Урија Хетита (2 Самуилова 12). Пре тога, пророк Натан је изрекао цару Давиду Божје откривење да изградња храма, којег су заједно планирали неће бити завршена за његовог живота, али да ће Господ благословити његове наследнике (2 Самуилова, 7).
Када је Адонија пожелео да се зацари, Натан му се супротставио и стао на старну будућег цара Соломона (2 Самуилова, 12:25). Натан је учествовао у Давидовом помазању Соломона за цара. Након тога, заједно са Пророком Гадом успоставио је службу левита певача и музичара.